# Possessed (película de 1947)
Possessed (titulada Amor que mata en España y Poseída en Hispanoamérica) es una película estadounidense de 1947 dirigida por Curtis Bernhardt. Protagonizada por Joan Crawford, Van Heflin, Raymond Massey, Geraldine Brooks y  Stanley Ridges en los papeles principales.   

## Argumento
En las aceras de Los Ángeles ha aparecido una mujer alucinada. Sólo se sabe que pregunta por David. Es internada en una clínica y allí el psiquiatra empieza a desvelar su historia: Es Lois Graham, que trabajaba como enfermera cuidando de la señora Graham, gravemente enferma. En sus alucinaciones ésta relaciona a su enfermera con su marido, idea que transmite a su hija Carol, una adolescente que estudia en un internado. Lois es abandonada por David Sutton, un amigo de la familia Graham, lo que la trastorna por completo. La señora Graham muere accidentalmente y Lois por despecho acabará casándose con el señor Graham. Pero su obsesión por su anterior amante trastorna su mente y acabará en tragedia.

## Comentarios
El filme muestra el interés que se produce tras la Segunda Guerra Mundial por las enferemdades mentales, y la posibilidad de estudiar y tratar estos problemas, alejando el concepto de locura para sustituirlo por el de enfermedad mental. El personaje de Lois Graham, con sus extraños comportamientos, es un modelo para futuras películas.
La actriz Joan Crawford fue candidata al premio Oscar 1947 a la mejor actriz, por su actuación en este filme.
- Datos: Q1604885